# Raoiella phoenica
Raoiella phoenica är en spindeldjursart som beskrevs av Meyer 1979. Raoiella phoenica ingår i släktet Raoiella och familjen Tenuipalpidae. Inga underarter finns listade i Catalogue of Life.